# Camponotus hova
Camponotus hova é uma espécie de inseto do gênero Camponotus, pertencente à família Formicidae.